# Liriomyza helichrysi
Liriomyza helichrysi este o specie de muște din genul Liriomyza, familia Agromyzidae, descrisă de Spencer în anul 1963. Conform Catalogue of Life specia Liriomyza helichrysi nu are subspecii cunoscute.